# ジャック・ジャック・アタック!
『ジャック・ジャック・アタック!』(Jack-Jack Attack)は、2005年に発売された短編OVA作品。2005年6月15日にソフト化された『Mr.インクレディブル』の特典映像として収録された。リック・ディッカーの声を演じたバド・ラッキーが2014年に引退したため、バドがディッカーの声を演じた最後の作品となった。また日本語吹き替え版においても小林清志がディッカーの声を演じた最後の作品となった。

## ストーリー
ジャック＝ジャックのベビーシッターとして雇われたはずのカーリがNSAの捜査官であるリック・ディッカーに取り調べを受けている。
カーリはヘレンにはどんなトラブルも切り抜けてみせると約束したのであったが、ベビーシッターとしての仕事中にジャック＝ジャックが宙に浮かんだり、目からビームが出たり、火だるまになったりするのに、驚き、翻弄され、すっかり参ってしまう。しかも、警察で自分が被った災難を話してもまるで信用してもらえないのであった。
さんざん暴れたジャック＝ジャックのおかげで、家と共にボロボロになったカーリはインターホンが鳴ったことに気付く。ドアを開けると「S」と書かれた黒いスーツの男がいた。その男は自分はベビーシッターと名乗り、カーリはその男がシンドロームとは知らずにジャック＝ジャックの子守りを任してしまった。
そして、リックに全てを話したカーリは「今日のことは忘れたい」と言った。そしてその言葉のまま、リックに機械で記憶を消されてしまったカーリであった。

## 登場人物
- ジャック・パー

声 - イーライ・フシール（人間体）、メイヴ・アンドリュース（怪物体）
- カーリ・マッキーン

声 - ブレット・パーカー / 小飯塚貴世江
- リック・ディッカー

声  - バド・ラッキー / 小林清志
- シンドローム

声  - ジェイソン・リー / 宮迫博之